# Svatojanská pouť v českoslovanské vesnici
Svatojanská pouť v českoslovanské vesnici je krátkometrážní, český dokumentární film Jana Kříženeckého z roku 1898. Snímek byl poprvé promítán v programu Českého kinematografu na Výstavě architektury a inženýrství. Film byl natočen původní kamerou bratrů Lumiérů.

## Obsah filmu
Záběry z expozice Českoslovanská vesnice pražského Výstaviště v době konání Svatojánské pouti.